# Улица Академика Королёва (Москва)
У́лица Акаде́мика Королёва — улица Москвы в Останкинском районе и районе Марфино Северо-Восточного административного округа. Проходит от Останкинского проезда до улицы Комдива Орлова.

## Название
Улица была образована в первой половине 1960-х годов из Большой Кашёнкинской (Кашёнкин Луг), 3-й Останкинской (Останкино) улиц, а также проектируемых проездов № 2076 и № 593. В 1965 году предполагалось переименовать её в улицу Космонавтов. Однако 14 января 1967 года она была названа в честь умершего год назад Сергея Павловича Королёва (1907—1966), конструктора ракетной техники и руководителя советской космической программы.
Согласно лётчику-испытателю и писателю Марку Галлаю, изначально именем Королёва планировалось назвать небольшую 1-ю Останкинскую улицу, но это не произошло в результате подлога:

Готовя первое постановление об увековечивании, решили присвоить имя Королёва маленькой Первой Останкинской улице. Логика в этом была — именно на этой улице он жил. Но очень уж она была непрезентабельная. Один из многолетних сотрудников Королёва Евгений Фёдорович Рязанов, как и многие его коллеги, неудовлетворённый таким предложением, не поленился съездить в Главное Архитектурное Управление, посмотрел там генеральный план развития этого района и установил, что Третья Останкинская должна превратиться в большой проспект (ныне существующий). Однако в аппарате ЦК партии упёрлись: переименовывать только Первую, и никакую другую.
И вот Рязанов вместе с ветераном отечественного ракетостроения М. К. Тихонравовым везут пакет с усыпанным множеством высоких виз проектом постановления из ЦК в Исполком Моссовета. Не долго думая, Женя тут же в машине аккуратно вскрывает конверт, ещё более аккуратно переправляет цифру «1» на «3», заклеивает конверт и передаёт его по назначению. А дальше всё пошло автоматически. Никому и в голову не пришло усомниться: документ из ЦК! Подлежит безоговорочному исполнению!

В ноябре 2020 года улица была продлена за счёт безымянного проезда около улицы Линии Октябрьской Железной Дороги и продолжающего его участка Проектируемого проезда № 589 вдоль железнодорожной линии Ленинградского направления.

## История
На улице Академика Королёва жили многие участники советской космической программы. Борис Черток пишет об этом во втором томе книги «Люди и ракеты»:

Но другим приятным событием явилось решение Моссовета о предоставлении в Москве более сотни квартир особо отличившимся специалистам, участникам создания первых спутников. В частности, для нашей организации было выделено три секции в новых домах по 3-й Останкинской улице, ныне носящей имя академика Королёва. В доме № 5 отметили новоселье заместители Королёва Бушуев, Воскресенский, Охапкин, Черток, Мельников. Соседями по лестничной площадке для нас стала семья Чижиковых, с которой мы дружно жили в Бляйхероде на вилле Франка. За стеной нашей квартиры до сих пор живет семья Михаила Тихонравова. Хотя мы занимали в огромном доме только два подъезда из десяти, весь дом стали называть «королёвским».

Мемориальная доска С. П. Королёву, установленная в советское время, не сохранилась. Новая доска из бронзы с барельефным портретом учёного была открыта 11 апреля 2010 года.

## Описание
Улица в виде дороги с двумя проезжими частями каждая по три полосы движения (одна из которых — выделенная) и газоном между ними начинается от Останкинского проезда рядом с примыканием к нему Продольного проезда и проходит на запад. Справа, по ходу движения, к улице примыкают 6-й Останкинский переулок и улица Валентины Леонтьевой, а слева — улица Цандера, и Аргуновская улица. После пересечения с Новомосковской улицей она пересекает улицу Дубовая Роща с юга и Ботаническую улицу с севера, где затем обе проезжие части переходят в одну двухполосную.
Потом улица упирается в Ленинградское направление Октябрьской железной дороги и поворачивает на северо-запад, проходя вдоль его путей и Валаамской улицы, проходящей с другой стороны, а проезжая часть становится четырёхполосной. Справа к улице вблизи подземного перехода через железную дорогу к станции метро «Фонвизинская» примыкают улица Кашёнкин Луг и Большая Марфинская улица. Здесь улица заканчивается вблизи примыкания к безымянному проезду, расположенному параллельно улице Академика Комарова, в конце которой возобновляется уже как двухполосная дорога.
Здесь к улице справа примыкает Малая Ботаническая улица. Улица заканчивается у съездов с неё на улицу Комдива Орлова и одноимённый путепровод, соединяющий последнюю с улицей Милашенкова.

## Примечательные здания и сооружения
По нечётной стороне:

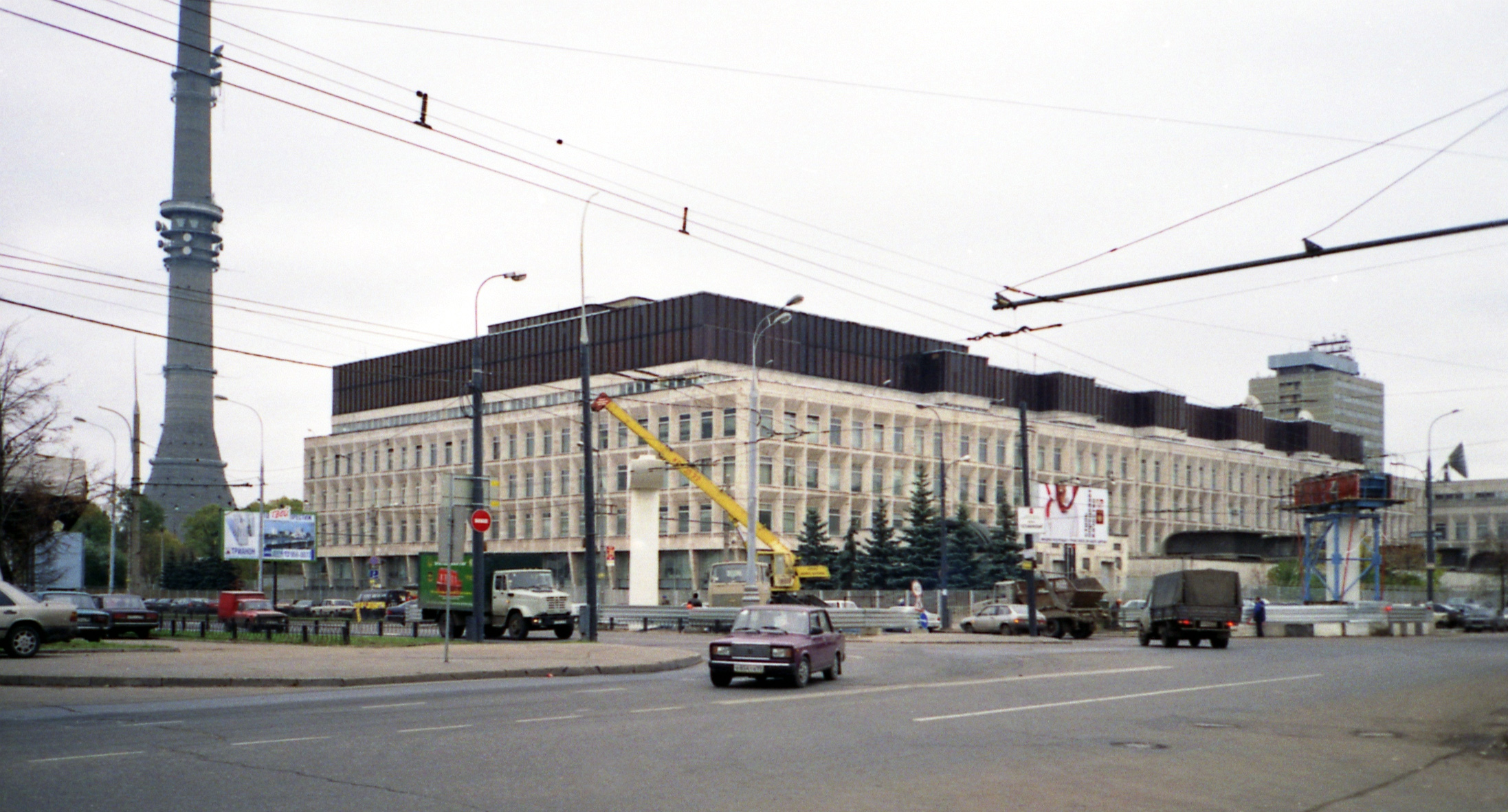
Здание телецентра (АСК-3). Видны строящиеся опоры монорельса

- Здание телецентра (АСК-3). Видны строящиеся опоры монорельса№ 3 — жилой дом. Здесь жил киносценарист, драматург Александр Хмелик[8].
- № 5 — жилой дом. Здесь жили учёные-конструкторы Борис Черток[9], Михаил Тихонравов[10] и другие коллеги Королёва: Константин Бушуев, Леонид Воскресенский, Сергей Охапкин, Михаил Мельников.
- № 9 — жилой дом. Здесь жил один из основоположников советской космонавтики академик Б.В Раушенбах. На доме установлена мемориальная доска. В этом же доме в свои последние годы жил бывший сотрудник ОГПУ, разведчик и диверсант Павел Судоплатов[11].
- № 13 — здание, построенное для институтов «Гинцветмет» и «Гипроцветмет», однако в настоящее время большая часть помещений сдаётся в аренду многочисленным организациям.
- № 15 — Останкинская телебашня.
- № 21, стр. 1 — новые помещения «Союзмультфильма».

По чётной стороне:
- № 8, стр. 2 — жилой дом. Здесь жил экономист Александр Гранберг[12].
- № 12 — телецентр «Останкино» (1963—1967, архитекторы Л. Баталов, В. Жаров, Я. Захарьян, Л. Соловьёв, К. Шехоян)[13].

## Транспорт
- Станция метро «ВДНХ» — к востоку от улицы, пешеходная доступность через аллею Космонавтов.
- Станция метро «Фонвизинская» — к западу от улицы, подземный переход через главный ход ОЖД.
- Станция метро «Бутырская» — к юго-западу от улицы.
- Станции Московского монорельса «Телецентр» и «Улица Академика Королёва».
- По улице проходят трамвайные маршруты № 11, 17, 25; автобусные и электробусные маршруты № м2, м9, м53, н9, т36, т73, 311, 561.

## Улица в произведениях литературы и искусства
Улица неоднократно упоминается в романах Владимира Орлова «Альтист Данилов», «Аптекарь», «Шеврикука», действие которых происходит в Останкине.